# Geneviève Boullogne
Geneviève Boullogne, född 1645, död 1708, var en fransk målare.  Hon var från 1669 medlem av Académie Royale de Peinture et de Sculpture. Hon valdes in samma år som sin syster Madeleine Boullogne och de blev därmed den andra respektive tredje kvinnliga medlemmen i akademiens historia efter Catherine Girardon. 